# Brasil-Malásia em futebol
Brasil-Malásia em futebol refere-se ao confronto entre as seleções do Brasil e da Malásia no futebol. Até o momento, as equipes principais se enfrentaram uma única vez, na última partida preparatória da Seleção Brasileira para a Copa do Mundo de 2002.

## Seleção principal

### Confrontos
| Data       | Placar             | Local                                       | Gols                                          | Competição    |
| ---------- | ------------------ | ------------------------------------------- | --------------------------------------------- | ------------- |
| 25/05/2002 | Malásia 0-4 Brasil | Estádio Bukit Jalil, Kuala Lumpur (Malásia) | Ronaldo, Juninho Paulista, Denílson e Edílson | Jogo amigável |

### Estatísticas
Até 28 de janeiro de 2010
| Casa | Fora | Total | Brasil- Malásia | Total | Fora | Casa |
| ---- | ---- | ----- | --------------- | ----- | ---- | ---- |
| 0    | 1    | 1     | Jogos           | 1     | 0    | 1    |
| 0    | 1    | 1     | Vitórias        | 0     | 0    | 0    |
| 0    | 0    | 0     | Empates         | 0     | 0    | 0    |
| 0    | 0    | 0     | Derrotas        | 1     | 0    | 1    |
| 0    | 4    | 4     | Golos marcados  | 0     | 0    | 0    |
| 0    | 0    | 0     | Golos sofridos  | 4     | 0    | 4    |